# Марокко на зимових Олімпійських іграх 1988
Марокко на зимових Олімпійських іграх 1988 було представлене 3 спортсменом в 1 виді спорту. Збірна не завоювала жодної медалі.
| Спортсмен        | Вид                | 1 гонка | 2 гонка    | Разом   | Номер |
| ---------------- | ------------------ | ------- | ---------- | ------- | ----- |
| Ахмад Уачіт      | Слалом             | 1.19,17 | 1.12,36    | 2.31,53 | 41    |
| Ахмад Уачіт      | Гігантський слалом | диск.   | не пройшов | -       | -     |
| Ахмед Аіт Мулай  | Слалом             | 1.20,36 | 1.12,81    | 2.33,17 | 42    |
| Ахмед Аіт Мулай  | Гігантський слалом | диск.   | не пройшов | -       | -     |
| Лофті Хусніалауі | Слалом             | 1.35,61 | 1.14,03    | 2.49,64 | 47    |
| Лофті Хусніалауі | Гігантський слалом | диск.   | не пройшов | -       | -     |